# Cota de malha

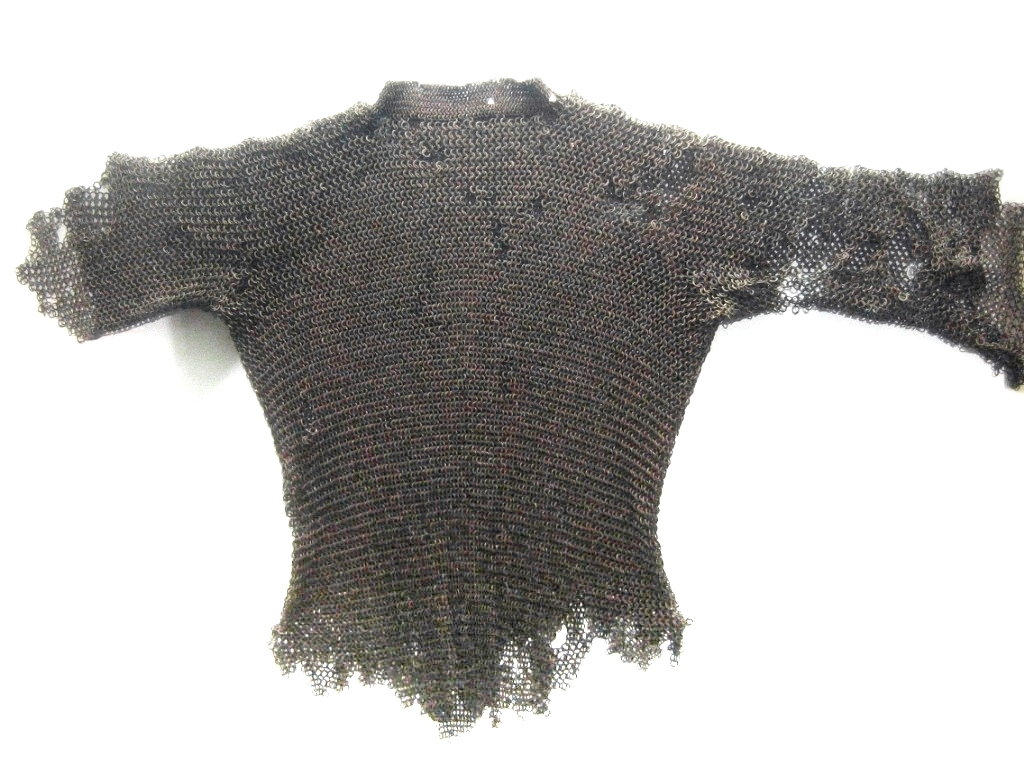
Um haubergeron (camisa de cota de malha) dum soldado normando usado na batalha de Hastings (1066), em exposição num museu de Bayeux.

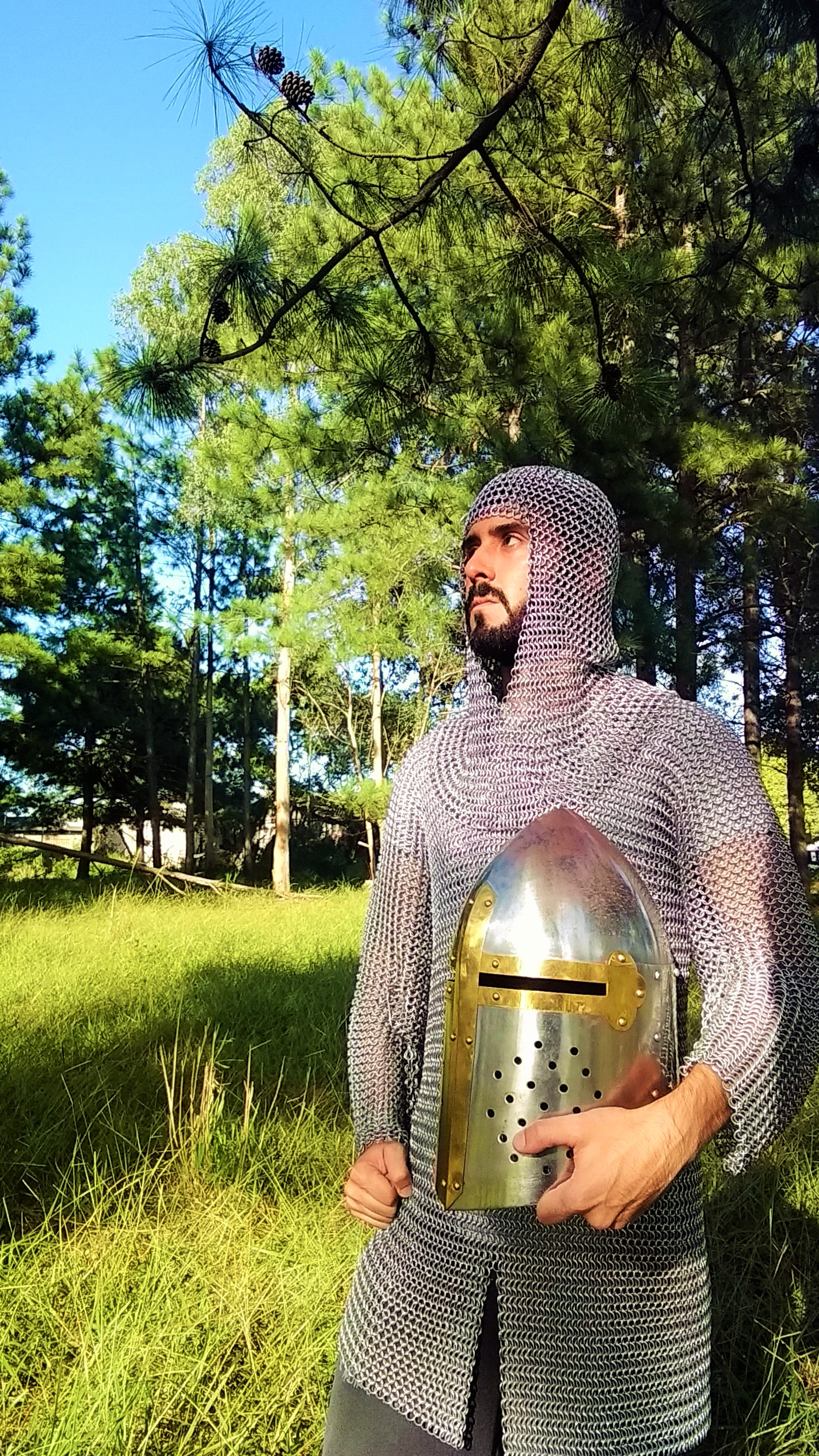
Homem usando uma cota de malha com touca de malha e um capacete espanhol do século XIII - o "capacete Pão de Açúcar".

A cota de malha é um aparato utilizado como proteção para o corpo, que consiste em uma série de entrelaçamentos de pequenas argolas de metal (muitas vezes ferro forjado, aço ou até ligas de ouro). Juntas, elas fornecem resistência contra objetos cortantes com relativa eficiência. Quando unida às partes de metal de uma armadura, forma uma vestimenta característica dos exércitos medievais. O padrão formado pelas argolas varia de acordo com a cultura, sendo a mais famosa a malha inglesa, organizada em linhas alternando o lado dos anéis.

## História
Os primeiros exemplos de cota de malha sobreviventes foram encontrados na Bacia dos Cárpatos, em um enterro em Horný Jatov, Eslováquia, datado do século III a.C., e no enterro de um chefe localizado em Ciumești , Romênia.  Sua invenção é comumente creditada aos celtas,  mas há exemplos de cota de malha com padrão etrusco datados pelo menos do século IV a.C.  A cota de malha pode ter sido inspirada na armadura de escamas muito anterior.  A cota de malha se espalhou para o Norte da África, África Ocidental, Oriente Médio, Ásia Central, Índia, Tibete, Sudeste Asiático e Japão.
Heródoto escreveu que os antigos persas usavam armaduras de escamas, mas a cota de malha também é mencionada distintamente no Avestá, a escritura sagrada da religião zoroastriana escrita no século VI d.C.
Continua a ser usada em roupas de mergulho resistentes a tubarões para defesa contra mordidas e uma série de outras aplicações.

## Etimologia
A origem da palavra malha não é totalmente conhecida. Uma teoria é que ela deriva originalmente da palavra latina macula , que significa 'mancha' ou 'opacidade' (como em macula lútea ). Outra teoria relaciona a palavra ao francês antigo maillier , que significa 'martelar' (relacionado à palavra inglesa moderna maleable ).  No francês moderno, maille se refere a um laço ou ponto.  As palavras árabes burnus ( برنوس ' albornoz, um manto com capuz', também uma casula usada por padres coptas) e barnaza ( برنز 'bronzear') sugerem uma influência árabe para a armadura carolíngia conhecida como byrnie.

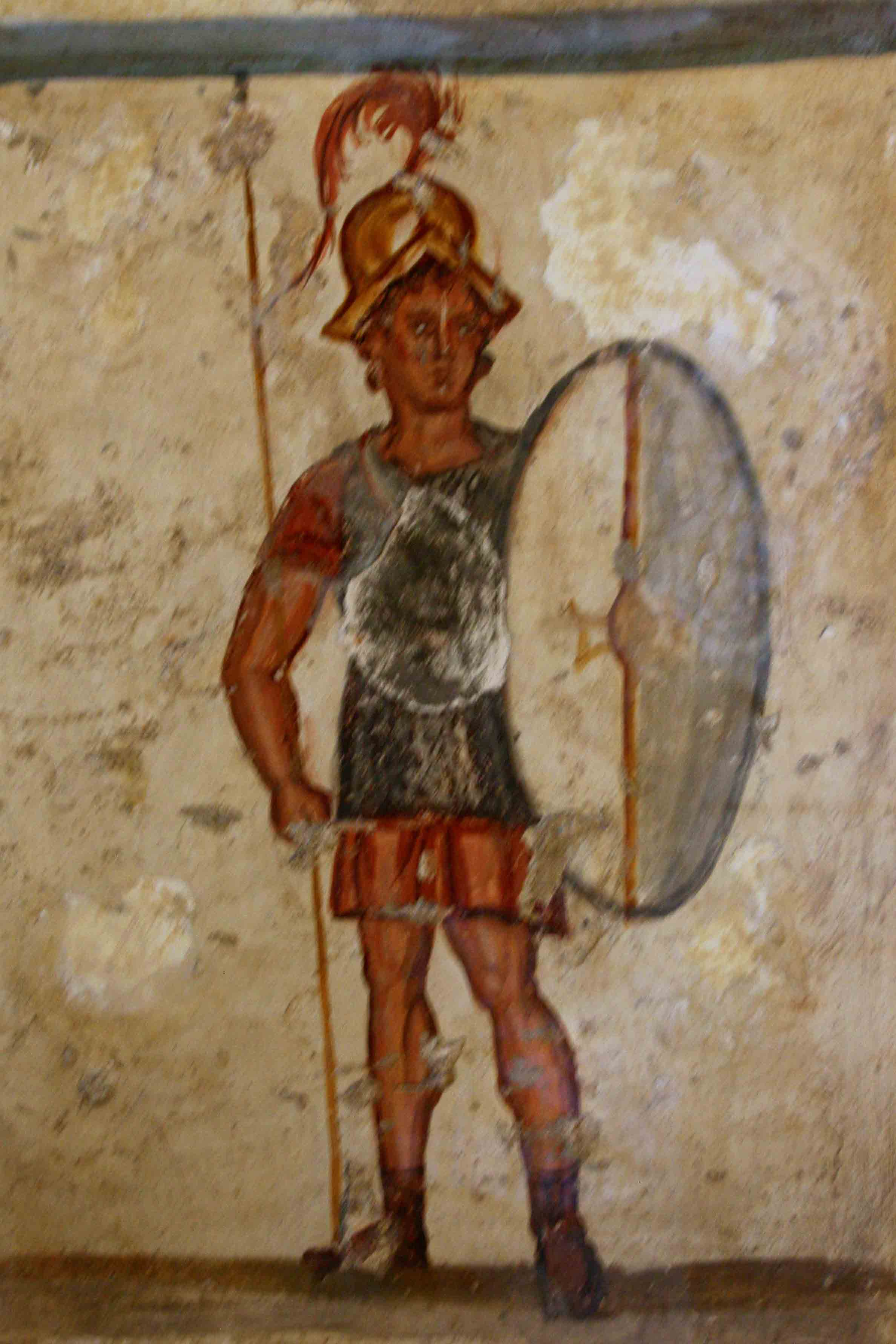
Afresco de um antigo soldado macedônio (thorakites) vestindo armadura de cota de malha e carregando o escudo thureos

As primeiras atestações da palavra malha estão no francês antigo e no anglo-normando: maille , maile , ou male ou outras variantes, que se tornaram mailye , maille , maile , male , ou meile no inglês médio.

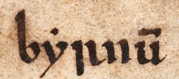
Na Europa Medieval, "byrn(ie)" era o equivalente a "cota de malha"

Civilizações que usavam cota de malha inventaram termos específicos para cada vestimenta feita com ela. Os termos padrão para armaduras de cota de malha europeias derivam do francês: perneiras são chamadas chausses, um capuz é um almofre e luvas, mitons. Uma gola de malha pendurada em um capacete é um camal. Uma camisa feita de cota de malha é um hauberk se for na altura do joelho e um haubergeon se for na altura do meio da coxa. Uma camada (ou múltiplas camadas) de cota de malha imprensada entre camadas de tecido é chamada de jazerino.

Um casaco que ia até a cintura na Europa medieval era chamado de byrnie, embora a construção exata de um byrnie não seja clara, incluindo se era feito de cota de malha ou outros tipos de armadura. Observando que o byrnie era a "peça de armadura mais valorizada" para o soldado carolíngio, Bennet, Bradbury, DeVries, Dickie e Jestice indicam que:
Há alguma disputa entre historiadores sobre o que exatamente constituía o byrnie carolíngio. Confiando... apenas em fontes artísticas e algumas literárias devido à falta de exemplos arqueológicos, alguns acreditam que era uma jaqueta de couro pesada com escamas de metal costuradas com linha forte. Também era bem longa, chegando abaixo dos quadris e cobrindo a maior parte dos braços. Outros historiadores afirmam, em vez disso, que o byrnie carolíngio não era nada mais do que uma cota de malha, mas mais longa e talvez mais pesada do que a cota de malha tradicional do início da Idade Média. Sem evidências mais certas, essa disputa continuará.

## Na Europa

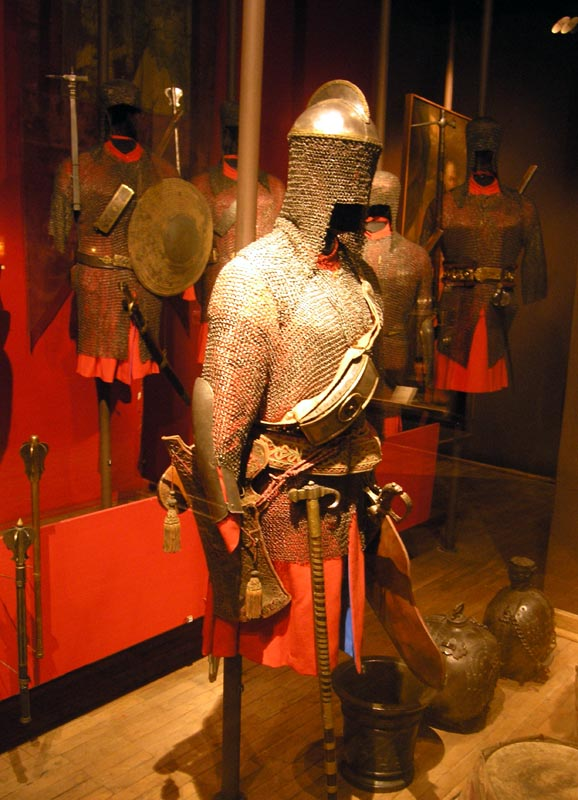
Armadura de malha e equipamento de cavaleiro médio polonês, da segunda metade do século XVII

O uso de cota de malha como armadura de campo de batalha era comum durante a Idade do Ferro e a Idade Média, tornando-se menos comum ao longo dos séculos XVI e XVII, quando armaduras de placas e armas de fogo mais avançadas foram desenvolvidas. Acredita-se que a República Romana entrou em contato pela primeira vez com a cota de malha lutando contra os gauleses na Gália Cisalpina, hoje norte da Itália.  O exército romano adotou a tecnologia para suas tropas na forma da lorica hamata, que foi usada como forma primária de armadura durante o período imperial.

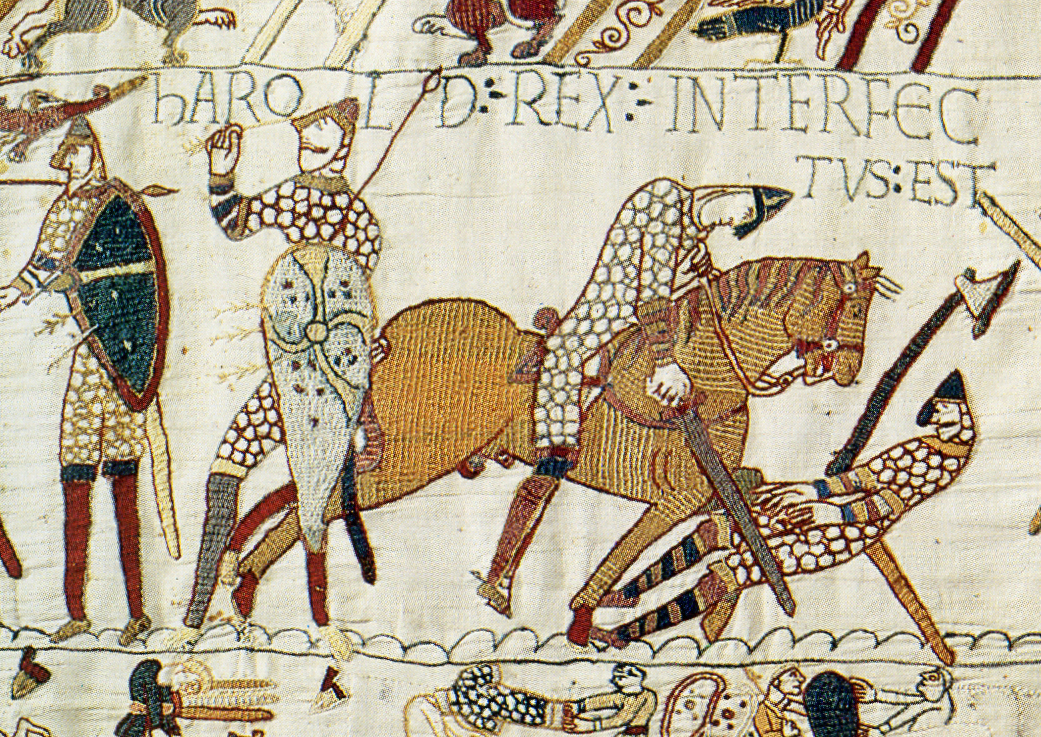
Painel da Tapeçaria de Bayeux mostrando soldados normanos e anglo-saxões em armaduras de malha. Observe a cena na parte inferior direita, o combatente morto apresenta cota de malha.

Após a queda do Império Romano do Ocidente, grande parte da infraestrutura necessária para criar armaduras de placas diminuiu. Eventualmente, a palavra "cota de malha" passou a ser sinônimo de armadura. Era tipicamente uma mercadoria extremamente valorizada, pois era cara e demorada de produzir e podia significar a diferença entre a vida e a morte em uma batalha.  Historicamente, os fabricantes de cota de malha eram frequentemente homens, mas as mulheres também realizavam o trabalho: Alice la Haubergere era uma armeira que trabalhou em Cheapside no início de 1300 e em York em 1446. Agnes Hecche herdou as ferramentas de fabricação de cota de malha de seu pai para continuar seu trabalho após sua morte.  A cota de malha de combatentes mortos era frequentemente saqueada e usada pelo novo proprietário ou vendida por um preço lucrativo. Com o passar do tempo e a melhoria da infraestrutura, ela passou a ser usada por mais soldados. Acredita-se que a mais antiga cota de malha intacta ainda existente tenha sido usada por Leopoldo III, duque da Áustria, que morreu em 1386 durante a Batalha de Sempach.
No século XIV, a armadura de placas articuladas era comumente usada para complementar a malha. Eventualmente, a malha foi substituída pela armadura de placas na maior parte, pois fornecia maior proteção contra bestas de molinete, armas de concussão e cargas de lança, mantendo a maior parte da mobilidade da malha. No entanto, ainda era amplamente usada por muitos soldados, junto com brigantinas e jacques. Esses três tipos de armadura constituíam a maior parte do equipamento usado pelos soldados, sendo a malha a mais cara. Às vezes, era mais cara do que a armadura de placas.  A malha geralmente persistia por mais tempo em áreas menos avançadas tecnologicamente, como a Europa Oriental, mas estava em uso em toda a Europa até o século XVI.
Durante o final do século XIX e início do século XX, a cota de malha foi usada como material para coletes à prova de balas , principalmente pela Wilkinson Sword Company. Os resultados foram insatisfatórios; a cota de malha Wilkinson usada pelo regimento de "Homens de Ferro" do Quediva do Egito foi fabricada a partir de anéis partidos que se mostraram muito frágeis, e os anéis se fragmentavam quando atingidos por balas e agravavam o ferimento. A armadura de cota de malha rebitada usada pelos Madhists sudaneses adversários não teve o mesmo problema, mas também provou ser relativamente inútil contra as armas de fogo das forças britânicas na batalha de Ondurmã. Durante a Primeira Guerra Mundial, a Wilkinson Sword fez a transição da cota de malha para um design lamelar que foi o precursor do colete à prova de balas.

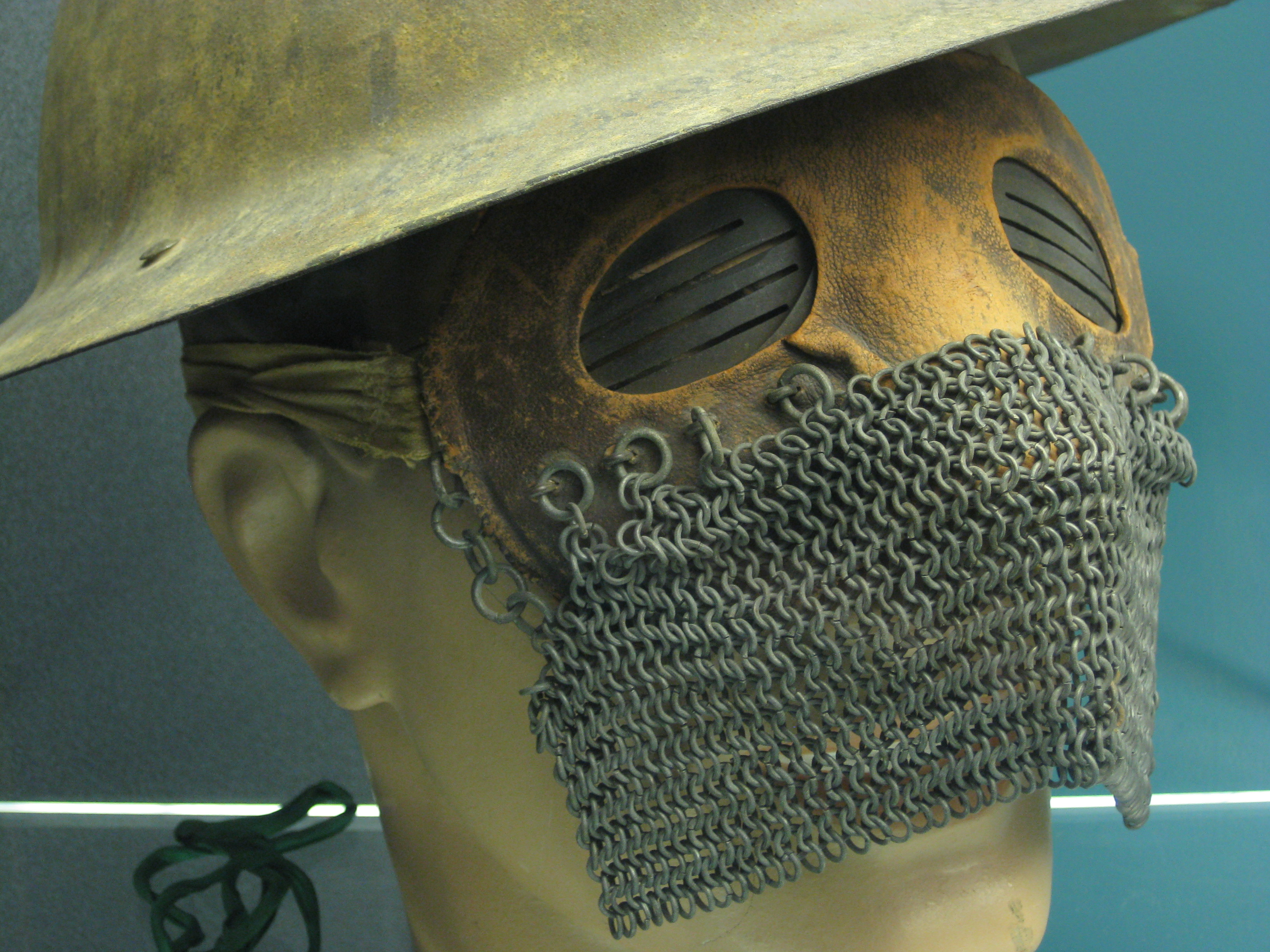
Máscara usada como uma medida contra fragmentos de aço voadores da Primeira Guerra Mundial em exposição no Museu de Serviços Médicos do Exército

A cota de malha também foi usada para proteção facial na Primeira Guerra Mundial. O capitão optometrista Cruise da infantaria britânica projetou uma franja de cota de malha para ser presa aos capacetes para proteger a parte superior do rosto. Isso se mostrou impopular entre os soldados,  apesar de ter se mostrado eficaz na defesa contra uma bala de estilhaços de três onças (85 g) disparada a uma distância de cem jardas (91 m). Outra invenção, uma "máscara de respingos" ou "máscara de lascas", consistia em proteção facial superior rígida e um véu de cota de malha para proteger a parte inferior do rosto, e era usada pelas primeiras equipes de tanques como uma medida contra fragmentos de aço voadores ( lascamento ) dentro do veículo.

## Na Ásia
A cota de malha foi introduzida no Oriente Médio e na Ásia pelos romanos e foi adotada pelos persas sassânidas a partir do século III d.C., onde era suplementar à armadura de escamas e lamelar já usada. A cota de malha também era comumente usada como armadura de cavalo para catafractários e cavalaria pesada, bem como armadura para os próprios soldados. A cota de malha asiática podia ser tão pesada quanto a variedade europeia e às vezes tinha símbolos de oração estampados nos anéis como um sinal de sua habilidade, bem como para proteção divina.

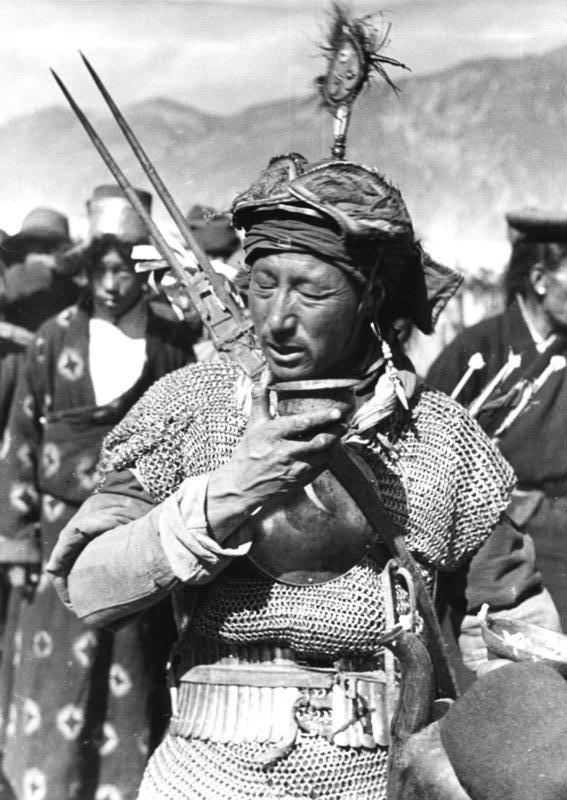
Guerreiro tibetano vestindo cota de malha reforçada por placa de espelho adicional

A armadura de malha é mencionada no Alcorão como um presente revelado por Alá a Davi :
21:80 Fomos Nós que lhe ensinamos a fazer cotas de malha para vosso benefício, para vos proteger da violência uns dos outros: então sereis gratos? (Tradução de Yusuf Ali)
Do Califado Abássida , a cota de malha foi rapidamente adotada na Ásia Central por Tamerlão e os Sogdianos e pelo Sultanato de Déli da Índia . A armadura de cota de malha foi introduzida pelos turcos no final do século XII e comumente usada pelos exércitos turcos e Mughal, onde eventualmente se tornou a armadura de escolha na Índia. A cota de malha indiana era construída com fileiras alternadas de elos sólidos e elos redondos rebitados e era frequentemente integrada com proteção de placas (cota de malha e armadura de placas)

### Na China

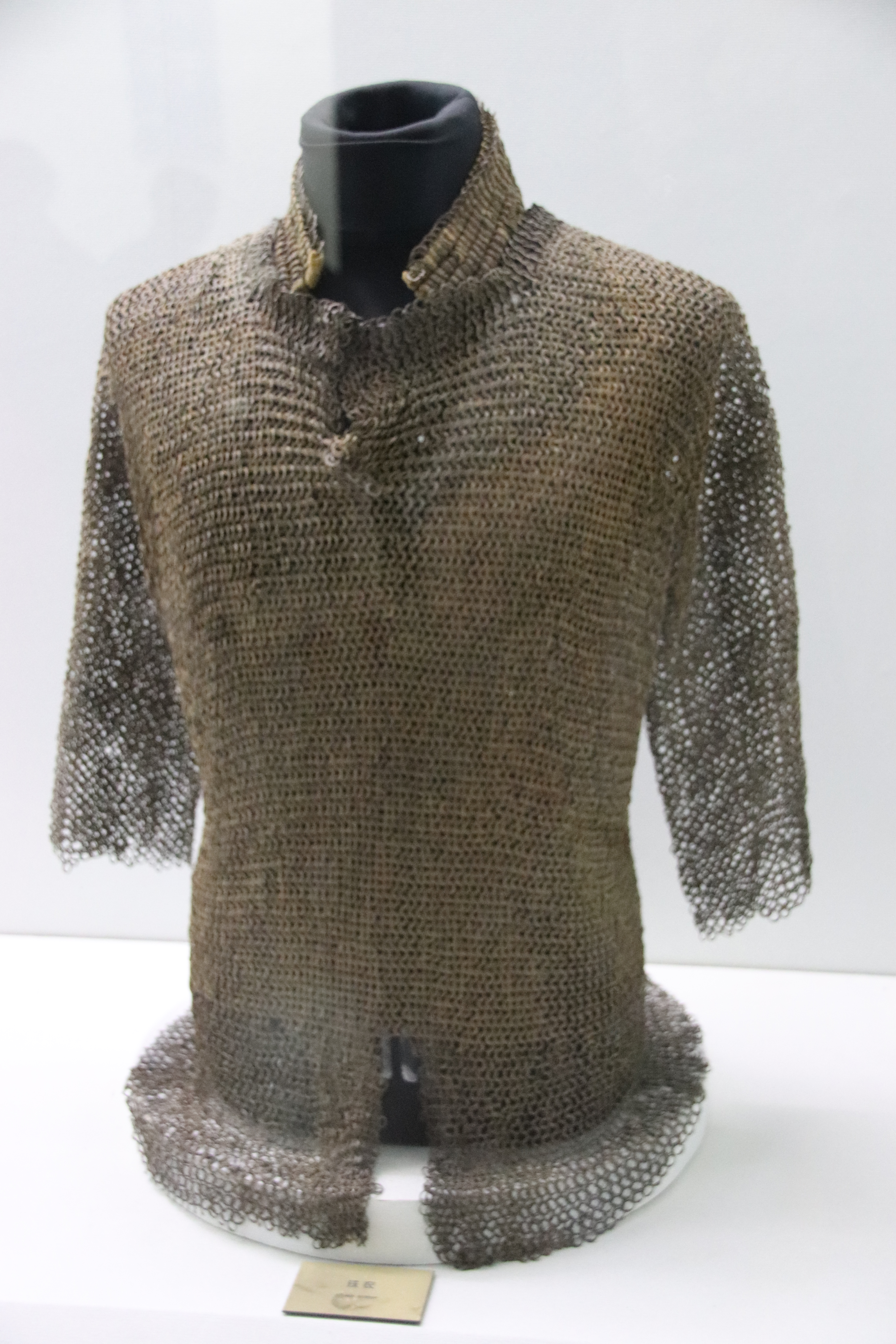
Armadura de malha da dinastia Xia Ocidental

A cota de malha foi introduzida na China quando seus aliados na Ásia Central prestaram homenagem ao Imperador Tang em 718, dando a ele uma capa de "armadura de elos" que se supõe ser cota de malha. A referência mais antiga assumida a malha pode ser encontrada no registro do início do século III por Cao Zhi, sendo chamada de "armadura de anel acorrentado". A China encontrou a armadura pela primeira vez em 384, quando seus aliados na nação de Kuchi chegaram vestindo "armadura semelhante a correntes". Uma vez na China,a malha foi importada, mas não foi produzida amplamente. Devido à sua flexibilidade, conforto e raridade, era tipicamente a armadura de guardas de alta patente e aqueles que podiam pagar a importação exótica (para exibir seu status social) em vez da armadura da base, que usava tipos mais comuns de brigantina, escama e lamelar. No entanto, foi um dos poucos produtos militares que a China importou de estrangeiros. A malha se espalhou para a Coreia um pouco mais tarde, onde foi importado como armadura de guardas e generais imperiais.

### No Japão

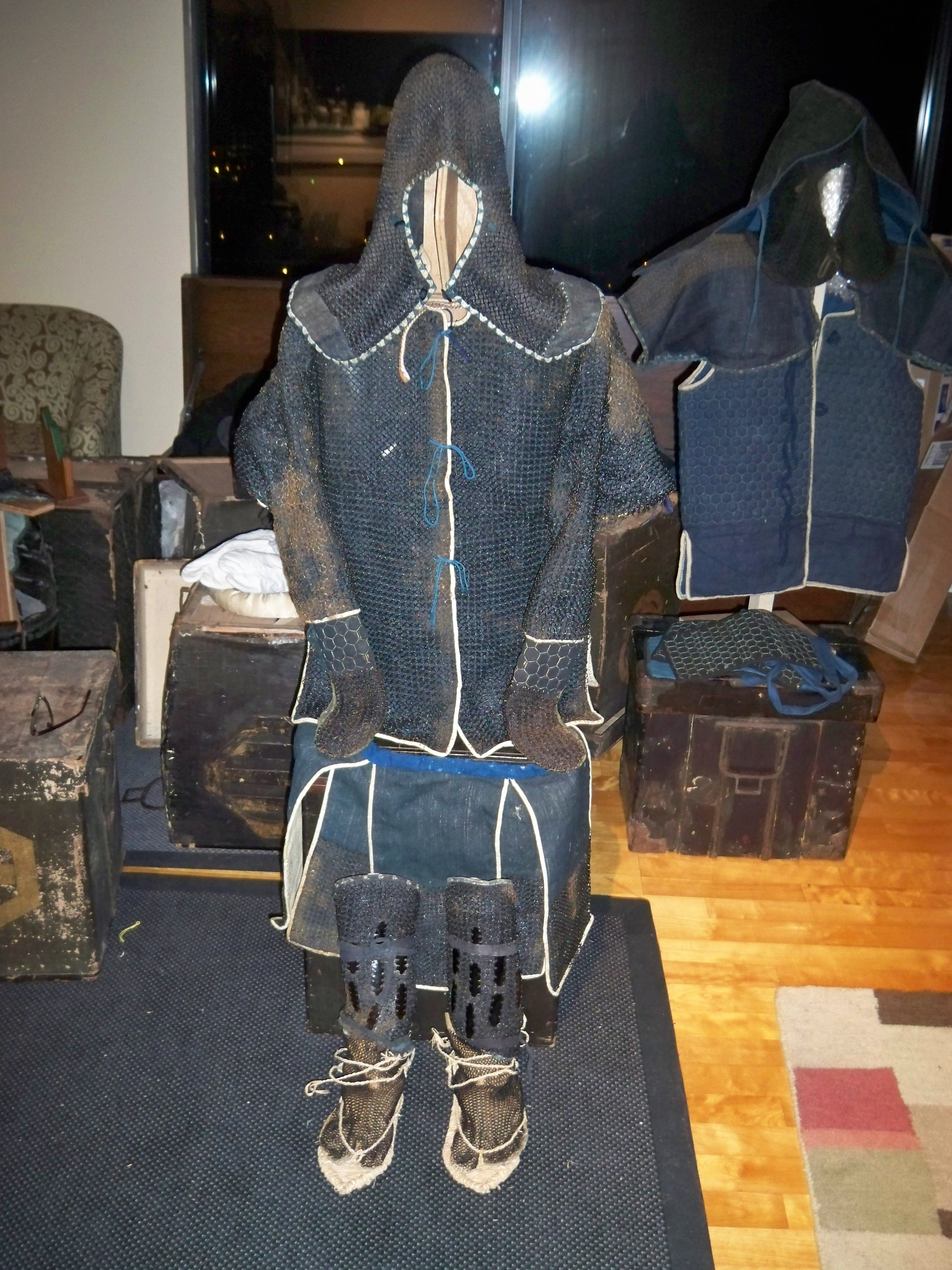
Armadura de corrente japonesa (samurai) do período Edo ou kusari gusoku

No Japão, a cota de malha é chamada kusari, que significa corrente. Quando a palavra kusari é usada em conjunto com um item blindado, geralmente significa que a cota de malha compõe a maior parte da composição da armadura. Um exemplo disso seria kusari gusoku , que significa armadura de corrente. Jaquetas kusari, capuzes, luvas, coletes ,caneleiras, ombreiras e outras roupas blindadas foram produzidas, até mesmo meias kusari tabi.
Kusari foi usado em armaduras de samurai pelo menos desde a época da invasão mongol (década de 1270), mas particularmente a partir do período Nambokucho (1336-1392). Os japoneses usaram muitos métodos de tecelagem diferentes, incluindo um padrão quadrado 4 em 1 ( so gusari ), um padrão hexagonal 6 em 1 ( hana gusari ) e um europeu 4 em 1 ( nanban gusari ). Os anéis de malha japoneses eram muito menores do que seus equivalentes europeus; eles seriam usados em remendos para unir placas e cobrir áreas vulneráveis, como as axilas.
O kusari rebitado era conhecido e usado no Japão. Na página 58 do livro Japanese Arms & Armor: Introduction de H. Russell Robinson, há uma imagem do kusari rebitado japonês,  e esta citação da referência traduzida do livro de Sakakibara Kozan de 1800, The Manufacture of Armour and Helmets in Sixteenth-Century Japan , mostra que os japoneses não apenas conheciam e usavam o kusari rebitado, mas também o fabricavam.
... karakuri-namban (namban rebitado), com elos robustos, cada um fechado por um rebite. Sua invenção é creditada a Fukushima Dembei Kunitaka, aluno de Hojo Awa no Kami Ujifusa, mas também é dito que é derivado diretamente de modelos estrangeiros. É pesado porque os elos são estanhados (biakuro-nagashi) e estes também são afiados porque são perfurados em chapa de ferro.
Elos com pontas ou partidos (torcidos) constituíam a maioria dos elos kusari usados pelos japoneses. Os elos eram unidos com pontas, o que significa que as pontas se tocavam e não eram rebitadas, ou o kusari era construído com elos onde o fio era girado ou torcido duas ou mais vezes; esses elos divididos são semelhantes ao anel dividido moderno comumente usado em chaveiros. Os anéis eram laqueados de preto para evitar ferrugem e eram sempre costurados em um suporte de tecido ou couro. O kusari às vezes ficava totalmente escondido entre camadas de tecido. 

Kusari gusoku ou armadura de corrente era comumente usada durante o período Edo de 1603 a 1868 como uma defesa autônoma. De acordo com George Cameron Stone
Trajes inteiros de cota de malha kusari gusoku eram usados em algumas ocasiões, às vezes sob as roupas comuns. 
Em seu livro Arms and Armor of the Samurai: The History of Weaponry in Ancient Japan, Ian Bottomley mostra uma imagem de uma armadura kusari e menciona kusari katabira (jaquetas de cota de malha) com braços destacáveis sendo usadas por policiais samurais durante o período Edo. O fim da era samurai na década de 1860, junto com a proibição de 1876 de usar espadas em público, marcou o fim de qualquer uso prático de cota de malha e outras armaduras no Japão. O Japão se voltou para um exército de conscrição e os uniformes substituíram as armaduras.

## Eficácia

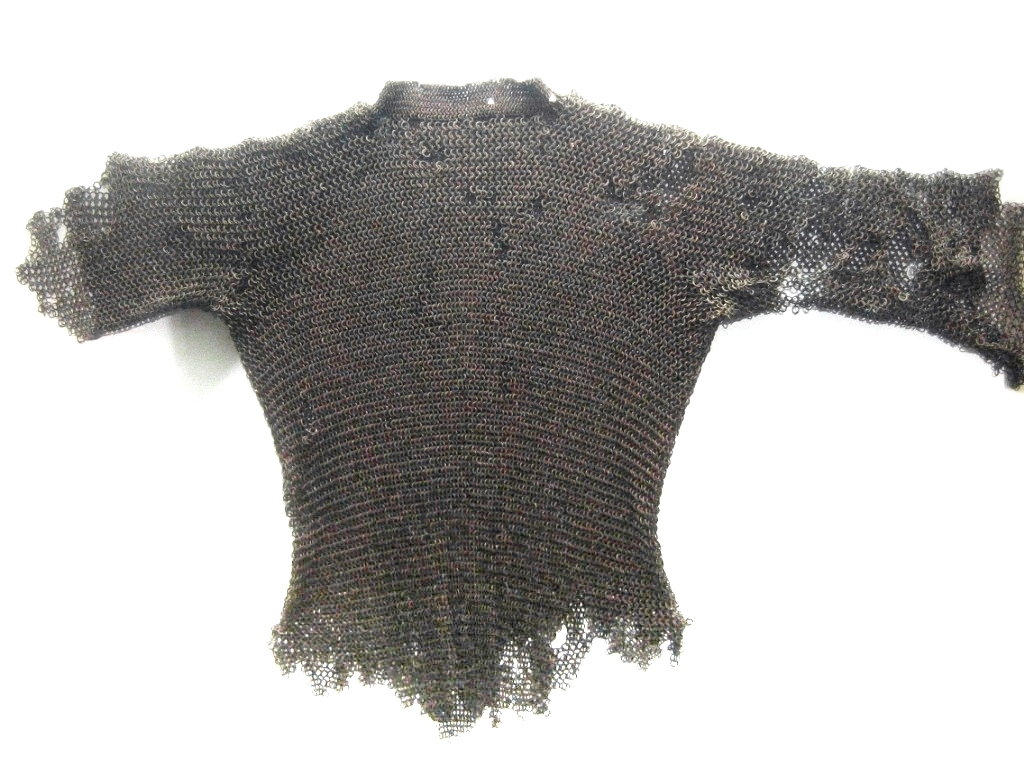
Cota de malha do Museu de Bayeux

A resistência da malha às armas é determinada por quatro fatores: tipo de ligação ( rebitada , de topo ou soldada ), material usado (ferro versus bronze ou aço), densidade da trama (uma trama mais apertada precisa de uma arma mais fina para superar) e espessura do anel (geralmente variando de 1,0 a 1,6 mm de diâmetro (calibre 18 a 14) na maioria dos exemplos). A malha, se um guerreiro pudesse pagar, fornecia uma vantagem significativa quando combinada com técnicas de luta competentes.
Quando a cota de malha não era rebitada, um golpe da maioria das armas afiadas poderia penetrá-la. No entanto, quando a cota de malha era rebitada, apenas um golpe forte e bem colocado de certas lanças, ou espadas finas ou dedicadas a perfurar cota de malha como a estoque , poderia penetrar, e um golpe de acha ou alabarda poderia romper a armadura. Armas de projéteis fortes, como autoarcos mais fortes, arcos recurvos e bestas também poderiam penetrar a cota de malha rebitada. Algumas evidências indicam que durante o combate blindado, a intenção era realmente contornar a armadura em vez de atravessá-la - de acordo com um estudo de esqueletos encontrados na batalha de Visby, Gotland, a maioria dos esqueletos apresentava feridas em pernas menos protegidas.  Embora a cota de malha fosse uma proteção formidável, devido aos avanços tecnológicos com o passar do tempo, a cota de malha usada sob a armadura de placas (e a cota de malha autônoma também) poderia ser penetrada pelo armamento convencional de outro cavaleiro.

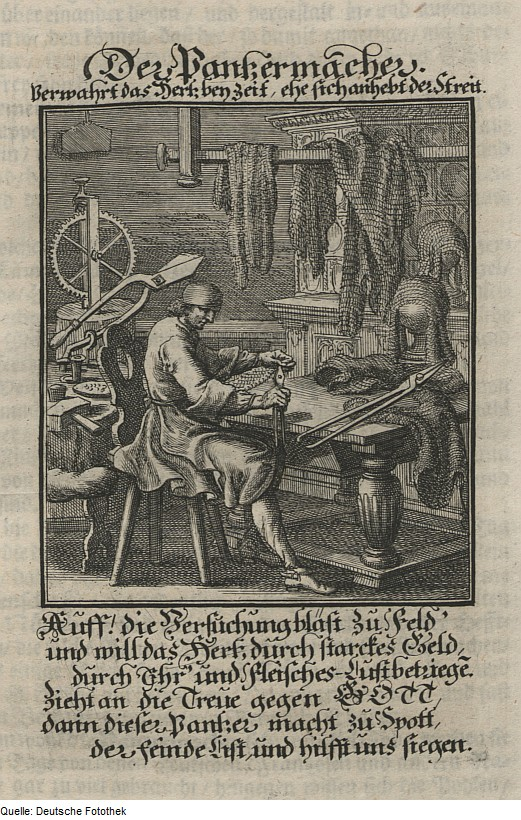
Uma gravura de 1698 mostrando a fabricação da armadura de malha

Vários padrões de ligação dos anéis são conhecidos desde os tempos antigos, sendo o mais comum o padrão 4 para 1 (onde cada anel é ligado a quatro outros). Na Europa, o padrão 4 para 1 era completamente dominante. O correio também era comum no Leste Asiático, principalmente no Japão, com vários outros padrões sendo utilizados e uma nomenclatura inteira se desenvolvendo em torno deles. 
Historicamente, na Europa, desde o período pré-romano em diante, os anéis que compunham uma peça de cota de malha eram rebitados para reduzir a chance de se abrirem quando submetidos a um ataque de estocada ou a um golpe de flecha. 
Até o século XIV, o correio europeu era feito de fileiras alternadas de anéis redondos rebitados e anéis sólidos. Em algum momento durante o século XIV, os fabricantes de correio europeus começaram a fazer a transição de rebites redondos para rebites em forma de cunha, mas continuaram usando fileiras alternadas de anéis sólidos. Eventualmente, os fabricantes de correio europeus pararam de usar anéis sólidos e quase todo o correio europeu era feito apenas de anéis rebitados em cunha, sem anéis sólidos.
Ambos eram comumente feitos de ferro forjado, mas algumas peças posteriores foram feitas de aço tratado termicamente. O fio para os anéis rebitados era formado por um dos dois métodos. Um era martelar o ferro forjado em placas e cortar ou fendir as placas. Essas peças finas eram então puxadas através de uma placa de tração repetidamente até que o diâmetro desejado fosse alcançado. Moinhos de trefilação movidos a roda d'água são retratados em vários manuscritos de época. Outro método era simplesmente forjar uma tarugo de ferro em uma haste e então prosseguir para treiná-la em fio. Os elos sólidos teriam sido feitos por punção de uma folha. As marcas da guilda eram frequentemente estampadas nos anéis para mostrar sua origem e artesanato. [ citação necessária ]
O caldeamento também foi usado para criar elos sólidos, mas há poucos exemplos possíveis conhecidos; o único exemplo bem documentado da Europa é o do camal (defesa do pescoço de malha) do Capacete Coppergate do século VII encontrado em York. Fora da Europa, essa prática era mais comum, como os elos "theta" da Índia. Muito poucos exemplos de malha de topo histórica foram encontrados, e é geralmente aceito que a malha de topo nunca foi amplamente utilizada historicamente, exceto no Japão, onde a malha (kusari) era comumente feita de elos de topo. A malha de elos de topo também era usada pelos Moros das Filipinas em suas armaduras de malha e placas.